# Chiara Bissig
Chiara Bissig (22 dicembre 2000) è un'ex sciatrice alpina svizzera.

## Biografia
Sorella di Carole e Semyel, a loro volta sciatori alpini, e attiva dal novembre del 2016, in Coppa Europa la Bissig ha esordito il 1º marzo 2018 a Zinal in slalom gigante (40ª) e ha preso per l'ultima volta il via l'11 dicembre 2019 a Sankt Moritz in supergigante classificandosi 29ª, suo miglior piazzamento nel circuito. Si è ritirata al termine della stagione 2020-2021 e la sua ultima gara è stata uno slalom gigante FIS disputato l'8 aprile a Hoch-Ybrig; non ha debuttato in Coppa del Mondo né preso parte a rassegne olimpiche o iridate.

## Palmarès

### Coppa Europa
- Miglior piazzamento in classifica generale: 178ª nel 2020

### Campionati svizzeri
- 1 medaglia:
  - 1 bronzo (combinata nel 2018)